# Mert Erdoğan
Mert Erdoğan (* 1. März 1989 in Ereğli) ist ein türkischer Fußballspieler, der für 1461 Trabzon spielt.

## Karriere

### Vereinskarriere
Mert Erdoğan begann mit dem Vereinsfußball in der Jugend von MKE Ankaragücü. Im Sommer 2004 erhielt er einen Profi-Vertrag, spielte aber weiterhin für die Reservemannschaft. Erst gegen Ende der Saison 2007/08 wurde er neben seiner Tätigkeit bei der Reserve auch am Profi-Training beteiligt und in die  Kader der Ligaspiele aufgenommen. So machte er am 13. April 2009 in einer Ligapartie gegen Manisaspor sein Profi-Debüt. Die nächste Spielzeit saß er überwiegend auf der Ersatzbank und kam auf lediglich drei Pflichtspiele.
Ab der Saison 2009/10 spielte er nacheinander jeweils für eine halbe Spielzeit bei Konyaspor, Bugsaşspor, Türk Telekomspor und Denizli Belediyespor. Mit letzterem gelang ihm der Aufstieg in die dritthöchste türkische Spielklasse.
Die Saison 2011/12 kehrte er zu Ankaragücü zurück. Nachdem Ankaragücü in den ersten Wochen der Saison in finanzielle Engpässe geriet und über lange Zeit die Spielergehälter nicht zahlen konnte, trennten sich viele Spieler. Erdoğan wurde dann in den Profi-Kader geholt und kam begünstigt durch Spielermangel nahezu immer als Stammspieler zum Einsatz.
Zur Rückrunde der Saison 2013/14 wechselte Erdoğan zum Zweitligisten 1461 Trabzon.